# یوران اونیر (ورزشکار دو و میدانی)
یوران اونیر (انگلیسی: Göran Unger; ۲۹ سپتامبر ۱۸۹۹ – ۶ آوریل ۱۹۸۲) ورزشکار پنج‌گانه مدرن اهل سوئد بود.